# هنریک زیگالسکی

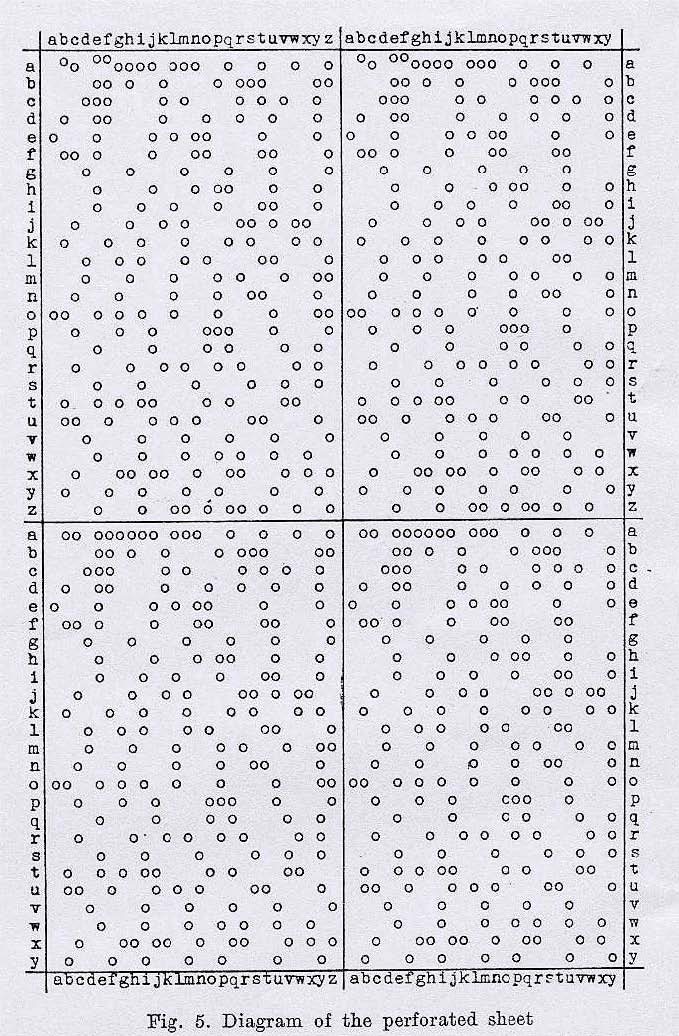
یک برگهٔ زیگالسکی

هنریک زیگالسکی (لهستانی: Henryk Zygalski؛ ‏ تلفظ لهستانی: [ˈxɛnrɨk zɨˈɡalski] ()؛ ‏ ۱۵ ژوئیهٔ ۱۹۰۸ – ۳۰ اوت ۱۹۷۸) یک ریاضی‌دان و رمزنگار اهل لهستان بود که پس از مرگش، به سبب خدمات ارزنده‌اش برندهٔ نشان افتخار تولد لهستان در سال ۲۰۰۰ شد.
او یکی از سه رمزنگاری بود که پیش از جنگ جهانی دوم، روی رمزهای ماشین انیگمای آلمان‌ها کار کرد و موفق به رمزگشایی آن شد.
وی طراحِ برگه‌های زیگالسکی است که یک دستورالعمل و دفترچهٔ راهنما، برای رمزگشایی از ماشین انیگما است.